# Paterson Inlet

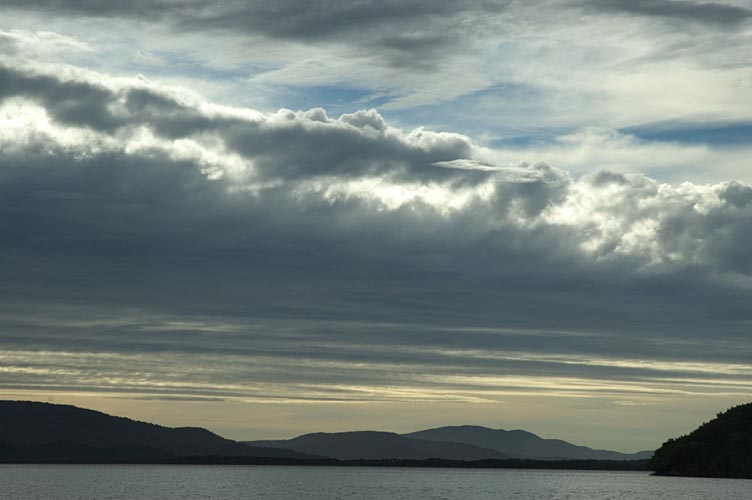
Patterson Inlet au coucher de soleil.

Paterson Inlet est un grand port naturel situé sur la côte est de l'île Stewart, au sud de la Nouvelle-Zélande. L'unique ville de l'île, Oban, est située sur sa côte nord.
Plusieurs îles sont situées au cœur de Paterson Inlet, comme l'île d'Ulva ou Native Island.